# カドミウム中毒
カドミウム中毒（カドミウムちゅうどく）は、カドミウムによる中毒。カドミウムは人体の構成に不可欠な物質ではない。カドミウムとその化合物は低濃度でも極めて強い毒性を示し、生物の体内や生態系で生物濃縮を引き起こす。カドミウムの曝露許容量は低く、微量のカドミウムしか存在しない場所でも過剰曝露が発生することがある。

## 概要

### 用途
カドミウムは産業現場でよく用いられる極めて毒性の強い金属である。カドミウムは電気めっきにおいて広く用いられるが、電気めっき工程それ自体が過剰曝露を引き起こすわけではない。カドミウムは一部の工業用塗料にも含まれ、塗料の噴射により危険を生じることがある。カドミウム含有塗料を、きさげ作業（スクレーピング）やブラスト処理によって除去すると、深刻な危険を伴う可能性がある。またニッケル・カドミウム電池など電池の種類によっては製造時にカドミウムが用いられるものがある。カドミウム曝露への対処は、工業全般、造船、建設、農業の各分野ごとに所定の基準に従って行う。

### 曝露源
1950年代から1960年代にかけてはカドミウムの高レベルの産業曝露がみられたが、カドミウムの毒性が明らかになるにつれ、ほとんどの先進工業国では産業規制によりカドミウムの曝露を減少させた。しかしさらに曝露を減少させる必要があるという点で多くの国の行政当局の見解が一致している。
工業地域では、カドミウムの蓄積による水質汚濁、大気汚染、土壌汚染が挙げられる。カドミウムを大気中に排出する有害廃棄物処理場や工場付近の住民は、空気中に含まれるカドミウムに曝露する可能性がある。
鉱山から排出される鉱毒による鉱害もカドミウムの重要な曝露源である。日本における環境的曝露の大規模な例として、足尾銅山での鉱毒事件、神岡鉱山の排水で汚染された神通川流域の灌漑用水で育てた米を食べていたことによるイタイイタイ病が挙げられる。
食物もカドミウムの曝露源のひとつである。非工業地域の植物中にはカドミウムは少量または中等量しか含まれないが、成熟動物の肝臓や腎臓から高濃度のカドミウムが検出されることがある。
タバコもカドミウムの重要な曝露源である。一般にタバコに含まれるカドミウムは食物ほど多くないが、肺は胃よりもカドミウムの吸収率が高い。喫煙者だけでなく周囲の者も受動喫煙により曝露される。
金属精錬工場や、電池、塗料、合成樹脂のようなカドミウム含有製品を製造する工場では、工場勤務者が空気中のカドミウムに曝露する可能性があり、カドミウムを含む金属のめっき、溶接によって曝露する可能性もある。カドミウムを使って作業する場合、有毒ガスから身を守るためドラフト装置の下で作業を行うことが重要となる。例えばカドミウムを含む銀ハンダは取り扱いに細心の注意を要する。カドミウムメッキ溶液への長期間の曝露の結果、これまでに深刻な中毒問題が発生している。
アメリカではカドミウム曝露の可能性のある環境で働いている労働者は51万2千人に上る。しかし現在の規制では、曝露の許容基準を設けて労働者を保護し、また空気中のカドミウム濃度を有害な影響を招くと考えられるレベルよりも大幅に低い値に抑えるようにしている。アメリカでは多数の州法規や連邦法規により廃棄物処理場や焼却施設から大気中に排出されるカドミウムの量が規制されているため、適切に処理されている施設では危険性はないが、違法な排出または事故により汚染された食物、粉塵、水などを通して付近の住民が大規模にカドミウムに曝露するおそれがあり、そのような排出を防ぐため、多数の法令や公害物質の使用規則が制定されている。
明るいオレンジ、赤、黄に多く用いられるカドミウム顔料を使う画家・芸術家は、特にチョークパステルなどの乾燥顔料を使ったり、独自に顔料を混ぜる際に、誤って危険量を吸い込んでしまうことが少なくない。
肥料に用いるリン酸塩の原料の中には100 mg/kg もの高濃度のカドミウムを含有するものがあり、土壌中のカドミウム濃縮を促進させかねない（たとえばニュージーランドなど）。
1960年代前半にノリッジで行われたカドミウム散布実験に関する文書について、近年イギリス政府が機密指定を解除したことが BBC のニュースで報道された。

## 人体への影響
カドミウムを含む煤煙に曝露すると、悪寒や発熱、筋肉痛といったインフルエンザのような急性症状を引き起こすことがある。これらの症状は呼吸器官の損傷がなければ1週間程度で治まる。より重篤な曝露では気管支炎や間質性肺炎、肺水腫を発症する。カドミウム曝露の数時間後には、咳、口渇、鼻や喉の痛み、頭痛、目眩、衰弱、発熱、悪寒、胸部痛などの炎症症状がみられはじめる。カドミウムに汚染された粉塵を吸い込むと、短期間で気道や腎臓に問題を生じ、多くは腎不全により死の危険を招く。大量のカドミウムを摂取すると急性中毒を引き起こし肝臓や腎臓を損傷する。低カルシウム血症を発症する事が有る。
カドミウムは生物の体内に蓄積されて食物連鎖により濃縮され、人体では約30年も残留し、長期にわたり毒性に晒される危険がある。またカドミウムおよびその化合物には発癌性もある。
またカドミウム骨症を発症し骨軟化症が起きて骨がもろくなる。そのため関節痛、背部痛が起き骨折のリスクが高まる。イタイイタイ病などカドミウム中毒のきわめて重篤な症例では自らの体重により骨折することがある。
腎臓の近位尿細管不全では、腎臓が血中から酸を除去する機能を失う。カドミウム中毒によって生じた腎傷害は不可逆的で時間の経過によっても治癒しない。近位尿細管不全は低リン酸血症、筋力低下、ときに昏睡を起こす。また高尿酸血症により関節に尿酸結晶が蓄積し痛風を生じる。高塩素血症を生じることもある。腎臓は最大で元の大きさの30%にまで萎縮する。

### 過剰曝露のバイオマーカー
低レベルであっても過剰な量の環境中のカドミウムに慢性的に曝露している患者においては、尿中のβ2-マイクログロブリン濃度上昇が腎機能不全の初期の兆候となりうる。尿中β2-マイクログロブリン検査は、カドミウム曝露を間接的に測定する方法として用いられる。米国労働安全衛生庁は、高レベルのカドミウムに長期曝露している労働者に対し、腎損傷のスクリーニングを義務化している。血中および尿中カドミウム濃度は、産業現場における過剰曝露やそれにともなう急性中毒の良好な指標となる。また臓器（肺、肝臓、腎臓）繊維中のカドミウム濃度は、急性中毒または慢性中毒による死亡の判定に有益となりうる。カドミウムの過剰曝露のない健康なヒトのカドミウム濃度は、一般に血中、尿中とも1μg/L 未満である。米国産業衛生専門家会議（ACGIH）が策定した血中および尿中カドミウム濃度の生物学的曝露指標は、無作為検体においてそれぞれ5μg/L、5μg/g・クレアチニンである。カドミウムの慢性曝露による持続的な腎損傷のある患者の血中および尿中カドミウム濃度は、しばしばそれぞれ25-50μg/L、25-75μg/g・クレアチニンに達する。急性中毒からの回復患者では、通常それぞれ1000-3000μg/L、100-400μg/Lに達し、致死例では時にそれらをはるかに上回る。

## 関連文献
- ^Itai-itai disease: http://www.kanazawa-med.ac.jp/~pubhealt/cadmium2/itaiitai-e/itai01.html
- ^Syers JK, Mackay AD, Brown MW, Currie CD (1986). “Chemical and physical characteristics of phosphate rock materials of varying reactivity”. J Sci Food Agric 37:  1057–1064. doi:10.1002/jsfa.2740371102.
- ^Trueman NA (1965). “The phosphate, volcanic and carbonate rocks of Christmas Island (Indian Ocean)”. J Geol Soc Aust 12:  261–286.
- ^Taylor MD (1997). “Accumulation of Cadmium derived from fertilisers in New Zealand soils”. Science of Total Environment 208:  123–126. doi:10.1016/S0048-9697(97)00273-8.
- ^BBC News - Enquiry into spray cancer claims: http://news.bbc.co.uk/1/hi/england/norfolk/4507036.stm
- Shannon M.  Heavy Metal Poisoning, in Haddad LM, Shannon M, Winchester JF(editors): Clinical Management of Poisoning and Drug Overdose, Third Edition, 1998.